# Classificazione internazionale delle aree protette
La Classificazione internazionale delle aree protette proposta dalla Commissione mondiale sulle aree protette della Unione internazionale per la conservazione della natura (IUCN) suddivide le aree naturali protette in sei categorie .

## Tabella categorie IUCN
| Categoria IUCN | Denominazione                                           | Caratteristiche | Esempio di Area Protetta in Italia                                                    |
| -------------- | ------------------------------------------------------- | --- | ------------------------------------------------------------------------------------- |
| Categoria Ia   | Riserva naturale integrale                              | Area protetta finalizzata alla ricerca scientifica e al monitoraggio ambientale. | Riserva naturale Piscina della Gattuccia (all'interno del Parco nazionale del Circeo) |
| Categoria Ib   | Area selvaggia                                          | Area protetta finalizzata alla protezione della selvaticità delle specie animali e vegetali. Vasta area di terra o di mare che mantiene le proprie caratteristiche naturali, senza insediamenti umani permanenti o significativi, che è protetta e amministrata in modo da preservare la sua condizione naturale. | Parco regionale naturale dei Monti Lucretili                                          |
| Categoria II   | Parco nazionale                                         | Area protetta finalizzata alla protezione di un ecosistema con possibilità di fruizione a scopo ricreativo | Parco nazionale d'Abruzzo, Lazio e Molise                                             |
| Categoria III  | Monumento naturale                                      | Area protetta finalizzata alla conservazione di specifici elementi naturali giudicati di particolare valore per la loro rarità, rappresentatività o per particolari qualità estetiche o significati culturali. | Monumento naturale regionale del Buco del Frate                                       |
| Categoria IV   | Area di conservazione di Habitat/Specie                 | Area protetta oggetto di intervento attivo a fini gestionali, in modo da garantire il mantenimento degli habitat e/o per soddisfare i requisiti di specie specifiche. | Area marina protetta Penisola del Sinis - Isola Mal di Ventre                         |
| Categoria V    | Paesaggio terrestre/marino protetto                     | Area protetta finalizzata alla protezione e fruizione di aree, marine o terrestri, nelle quali le interazioni tra popolazioni e natura hanno dato vita, nel tempo, a elementi di particolare valore estetico, ecologico e/o culturale.                                                                            | Parco naturale Adamello Brenta                                                        |
| Categoria VI   | Area protetta per la gestione sostenibile delle risorse | Area protetta finalizzata all'uso sostenibile degli ecosistemi naturali in cui la conservazione della biodiversità si coniuga con la produzione di prodotti naturali in grado di soddisfare le esigenze delle popolazioni locali.                                                                                 | Area naturale marina protetta Isole di Ventotene e Santo Stefano                      |